# Wittmackanthus
Wittmackanthus  es un género de plantas con flores perteneciente a la familia de las rubiáceas. Incluye una sola especie: Wittmackanthus stanleyanus Es nativa de Panamá y Sudamérica tropical.

## Distribución
Se distribuye por Panamá, Guyana, Colombia, Ecuador y Perú.

## Taxonomía
Wittmackanthus stanleyanus fue descrita por (R.H.Schomb.) Kuntze y publicado en Revisio Generum Plantarum 1: 302, en el año 1891.
Sinonimia]
- Alseis daienensis Dwyer
- Calycophyllum stanleyanum M.R.Schomb. basónimo
- Pallasia stanleyana (M.R.Schomb.) Klotzsch
- Rondeletia dukei Dwyer & M.V.Hayden[3]